# Muratti Vase
Muratti es una competición anual de fútbol celebrada en las islas del Canal desde 1905 entre Alderney, Guernsey y Jersey. Las islas más grandes, Jersey y Guernsey, dominan la competición con 54 y 46 conquistas respectivamente, mientras que Alderney tiene apenas una conquista en 1920.

## Participantes
| Alderney       |
| -------------- |
|                |
| Arsenal Ground |

| Guernsey    |
| ----------- |
|             |
| Footes Lane |

| Jersey              |
| ------------------- |
|                     |
| Estadio Springfield |

## Historia
Desde su creación, la competición sólo fue interrumpida entre 1915 y 1919 y de 1940 a 1946 debido a la Primera y Segunda Guerra Mundial. Los equipos visten los colores de sus respectivas islas: Guernsey, verde y blanco; Jersey, rojo y blanco; y Alderney, azul y blanco. El reglamento de disputa consiste en una semifinal y una final. Antes de la Segunda Guerra Mundial se hizo un sorteo para definir cuál de las tres selecciones iba a disputar la semifinal, pero actualmente Jersey y Guernsey alternan entre sí quién enfrentará a Alderney en la semifinal. El lugar de disputa de la final es alternado por año. En Guernsey se juega actualmente en el Footes Lane, mientras que anteriormente jugaban en el The Track. En Jersey se disputa en el Estadio Springfield. La primera final fue realizada en el Estadio Springfield el 27 de abril de 1905, pero después de dos años el estadio utilizado por Jersey fue el Westmount hasta 1923, mientras que el estadio Springfield se convirtió en una sede alternativa. Desde 1930 los juegos de la competición en Jersey se realizan en el Estadio Springfield, con algunas excepciones. Hasta 2005, cuando ocurría un empate se hacía un replay del partido. Siete finales fueron decididas en el replay. Desde el año 2005, el partido que termina empatado en el tiempo normal tendría prórroga y penales. En 2016 la copa fue realizada por la centésima vez, y la final fue disputada en Jersey. Ésta y Guernsey también compiten en una competencia bianual, los Juegos de las Islas, mientras que Alderney entró a ellos en 2003.

## Palmarés
| Año         | Campeón                                  | Final Resultado                          | Subcampeón                               |
| ----------- | ---------------------------------------- | ---------------------------------------- | ---------------------------------------- |
| 1905        | Guernsey                                 | 1-0                                      | Jersey                                   |
| 1906        | Guernsey                                 | 1-0                                      | Alderney                                 |
| 1907        | Guernsey                                 | 3-2                                      | Jersey                                   |
| 1908        | Jersey                                   | 4-0                                      | Guernsey                                 |
| 1909        | Guernsey                                 | 2-0                                      | Alderney                                 |
| 1910        | Jersey                                   | 3-2                                      | Guernsey                                 |
| 1911        | Jersey                                   | 4-1                                      | Guernsey                                 |
| 1912        | Guernsey                                 | 4-0                                      | Alderney                                 |
| 1913        | Guernsey                                 | 4-2                                      | Jersey                                   |
| 1914        | Guernsey                                 | 2-1                                      | Jersey                                   |
| 1915 a 1919 | Suspendida por la Primera Guerra Mundial | Suspendida por la Primera Guerra Mundial | Suspendida por la Primera Guerra Mundial |
| 1920        | Alderney                                 | 1-0                                      | Guernsey                                 |
| 1921        | Jersey                                   | 1-0                                      | Guernsey                                 |
| 1922        | Guernsey                                 | 2-1                                      | Jersey                                   |
| 1923        | Guernsey                                 | 3-2                                      | Alderney                                 |
| 1924        | Jersey                                   | 1-0                                      | Guernsey                                 |
| 1925        | Guernsey                                 | 2-1                                      | Jersey                                   |
| 1926        | Jersey                                   | 7-1                                      | Alderney                                 |
| 1927        | Guernsey                                 | 1-0                                      | Jersey                                   |
| 1928        | Jersey                                   | 2-1                                      | Guernsey                                 |
| 1929        | Guernsey                                 | 5-0                                      | Alderney                                 |
| 1930        | Guernsey                                 | 3-2                                      | Jersey                                   |
| 1931        | Jersey                                   | 4-2                                      | Guernsey                                 |
| 1932        | Guernsey                                 | 4-2                                      | Alderney                                 |
| 1933        | Guernsey                                 | 4-1                                      | Jersey                                   |
| 1934        | Guernsey                                 | 1-0                                      | Jersey                                   |
| 1935        | Guernsey                                 | 5-0                                      | Alderney                                 |
| 1936        | Guernsey                                 | 2-1                                      | Jersey                                   |
| 1937        | Guernsey                                 | 3-31                                     | Jersey                                   |
| 1938        | Guernsey                                 | 3-1                                      | Alderney                                 |
| 1939        | Jersey                                   | 1-0                                      | Guernsey                                 |
| 1940 a 1946 | Suspendida por la Segunda Guerra Mundial | Suspendida por la Segunda Guerra Mundial | Suspendida por la Segunda Guerra Mundial |
| 1947        | Jersey                                   | 3-1                                      | Guernsey                                 |
| 1948        | Jersey                                   | 6-3                                      | Guernsey                                 |
| 1949        | Jersey                                   | 2-1                                      | Guernsey                                 |
| 1950        | Guernsey                                 | 2-0                                      | Jersey                                   |
| 1951        | Guernsey                                 | 3-1                                      | Jersey                                   |
| 1952        | Guernsey                                 | 3-1                                      | Jersey                                   |
| 1953        | Jersey                                   | 2-0                                      | Guernsey                                 |
| 1954        | Guernsey                                 | 5-3                                      | Jersey                                   |
| 1955        | Jersey                                   | 1-0                                      | Guernsey                                 |
| 1956        | Jersey                                   | 2-1                                      | Guernsey                                 |
| 1957        | Guernsey                                 | 6-4                                      | Jersey                                   |
| 1958        | Jersey                                   | 2-1                                      | Guernsey                                 |
| 1959        | Jersey                                   | 3-2                                      | Guernsey                                 |
| 1960        | Jersey                                   | 5-1                                      | Guernsey                                 |
| 1961        | Jersey                                   | 2-1                                      | Guernsey                                 |
| 1962        | Jersey                                   | 3-1                                      | Guernsey                                 |
| 1963        | Jersey                                   | 4-1                                      | Guernsey                                 |
| 1964        | Jersey                                   | 1-0                                      | Guernsey                                 |
| 1965        | Jersey                                   | 4-2                                      | Guernsey                                 |
| 1966        | Guernsey                                 | 3-1                                      | Jersey                                   |
| 1967        | Jersey                                   | 3-1                                      | Guernsey                                 |
| 1968        | Jersey                                   | 2-1                                      | Guernsey                                 |
| 1969        | Guernsey                                 | 2-1                                      | Jersey                                   |
| 1970        | Jersey                                   | 2-0                                      | Guernsey                                 |
| 1971        | Jersey                                   | 1-0                                      | Guernsey                                 |
| 1972        | Guernsey                                 | 3-0                                      | Jersey                                   |
| 1973        | Jersey                                   | 4-1                                      | Guernsey                                 |
| 1974        | Guernsey                                 | 2-1                                      | Jersey                                   |
| 1975        | Guernsey                                 | 3-2                                      | Jersey                                   |
| 1976        | Jersey                                   | 3-1                                      | Guernsey                                 |
| 1977        | Jersey                                   | 5-1                                      | Guernsey                                 |
| 1978        | Guernsey                                 | 2-0                                      | Jersey                                   |
| 1979        | Guernsey                                 | 5-0                                      | Jersey                                   |
| 1980        | Guernsey                                 | 2-1                                      | Jersey                                   |
| 1981        | Jersey                                   | 4-1                                      | Guernsey                                 |
| 1982        | Jersey                                   | 2-1                                      | Guernsey                                 |
| 1983        | Guernsey                                 | 2-1                                      | Jersey                                   |
| 1984        | Jersey                                   | 6-2                                      | Guernsey                                 |
| 1985        | Guernsey                                 | 4-3                                      | Jersey                                   |
| 1986        | Jersey                                   | 3-2                                      | Guernsey                                 |
| 1987        | Jersey                                   | 4-3                                      | Guernsey                                 |
| 1988        | Guernsey                                 | 1-0                                      | Jersey                                   |
| 1989        | Jersey                                   | 4-0                                      | Guernsey                                 |
| 1990        | Jersey                                   | 2-1                                      | Guernsey                                 |
| 1991        | Guernsey                                 | 3-0                                      | Jersey                                   |
| 1992        | Guernsey                                 | 3-2                                      | Jersey                                   |
| 1993        | Jersey                                   | 2-1                                      | Guernsey                                 |
| 1994        | Jersey                                   | 3-1                                      | Guernsey                                 |
| 1995        | Jersey                                   | 2-1                                      | Guernsey                                 |
| 1996        | Jersey                                   | 1-0                                      | Guernsey                                 |
| 1997        | Guernsey                                 | 2-1                                      | Jersey                                   |
| 1998        | Jersey                                   | 2-0                                      | Guernsey                                 |
| 1999        | Guernsey                                 | 2-0                                      | Jersey                                   |
| 2000        | Jersey                                   | 1-0                                      | Guernsey                                 |
| 2001        | Guernsey                                 | 4-1                                      | Jersey                                   |
| 2002        | Jersey                                   | 2-1                                      | Guernsey                                 |
| 2003        | Jersey                                   | 1-0                                      | Guernsey                                 |
| 2004        | Jersey                                   | 3-0                                      | Guernsey                                 |
| 2005        | Guernsey                                 | 3-3                                      | Jersey                                   |
| 2006        | Jersey                                   | 3-2                                      | Guernsey                                 |
| 2007        | Jersey                                   | 0-0 (7-6 pen.)                           | Guernsey                                 |
| 2008        | Jersey                                   | 1-1 (4-2 pen.)                           | Guernsey                                 |
| 2009        | Jersey                                   | 1-0                                      | Guernsey                                 |
| 2010        | Guernsey                                 | 1-0                                      | Jersey                                   |
| 2011        | Jersey                                   | 1-1 (pen.)                               | Guernsey                                 |
| 2012        | Guernsey                                 | 2-0                                      | Jersey                                   |
| 2013        | Guernsey                                 | 2-1                                      | Jersey                                   |
| 2014        | Guernsey                                 | 4-1                                      | Jersey                                   |
| 2015        | Jersey                                   | 3-2                                      | Guernsey                                 |
| 2016        | Jersey                                   | 1-0                                      | Guernsey                                 |
| 2017        | Guernsey                                 | 2-1                                      | Jersey                                   |
| 2018        | Jersey                                   | 1-0                                      | Guernsey                                 |
| 2019        | Jersey                                   | 0-0 (3-1 pen.)                           | Guernsey                                 |
| 2020-2021   | Suspendida por la Pandemia de COVID-19   | Suspendida por la Pandemia de COVID-19   | Suspendida por la Pandemia de COVID-19   |
| 2022        | Jersey                                   | 1-0                                      | Guernsey                                 |
| 2023        | Jersey                                   | 2-1                                      | Guernsey                                 |

1. Compartieron el título.

## Títulos por selección
| Selección | Títulos                                  |
| --------- | ---------------------------------------- |
| Jersey    | 57 (uno compartido con Guernsey en 1937) |
| Guernsey  | 46 (uno compartido con Jersey en 1937)   |
| Alderney  | 1                                        |